# 東浦漕艇場
東浦漕艇場（ひがしうらそうていじょう）は、長崎県大村市にある漕艇場。大村湾内にあり、東浦漁港に併設されている。

## 概要
- 全長約1,000m（寺島から大村水上ゴルフ場まで）、幅約500m。
  - ただし、漕艇場（漁港）自体が入り江になっており、寺島より西に向かい入り江を出れば、数十kmにおよぶ遠漕（数十km単位で漕ぎ続けること）が可能である。
- 平成15年度全国高等学校総合体育大会（2003年長崎ゆめ総体）で使用された形上湾ボートコースとは、大村湾を挟んでほぼ対岸にあたる場所にある。

## 特徴
- 当漕艇場は漕艇競技を行う水域としては風が強く波が高い。強い風がふく水域で行うヨット競技と漕艇競技の練習を同時に見かけることもあるほどである。
- 沖に比べて比較的波の穏やかな当漕艇場を出て、遠漕を行う場合は注意が必要である。

## 活動チーム
- 長崎県立大村高等学校
- 長崎県立大村城南高等学校
- 玖城会（大村高校卒業生で構成）
- 園漕会（大村城南高校卒業生で構成）
- RC長崎

## 周辺
- 長崎空港
- 大村公園
- 大村競艇場
- 長崎県立大村高等学校
- 長崎県立大村城南高等学校
- 大村市立玖島中学校 - 漕艇場の全景を見下ろすことができる。